# Gabriel de Ocaña y Alarcón
Gabriel de Ocaña y Alarcón va ser un noble, II senyor de Pozuelo de Alarcón, polític i servidor del rei Felip IV de Castella en diversos càrrecs administratius.
Era fill de Luis de Alarcón, membre del Consell d'Hisenda, i de la seva muller, Antonia de Céspedes, ambdós veïns i naturals de Madrid.
Va servir sempre en càrrecs públics, alguns d'importància dintre de la cort castellana: va exercir com a comptador a la Comptadoria Major, entre altres càrrecs com el de secretari de les tres Ordes Militars –en va esdevenir cavaller de la de Sant Jaume– i va ser governador de la Secretaria de Cambra i Estat de Castella per ordre particular del rei Felip IV, més tard secretari de cambra del Suprem Consell d'Índies, així com de la Junta de Guerra per les províncies del Perú i dels negocis neutrals, segons consta l'any 1644. Va ser també gentilhome de la boca de l'arxiduc Albert d'Àustria i, igualment, de les infantes Isabel Clara Eugènia i de Margarida, que el va deixar com un dels seus testamentaris. Per ordre del rei també va assistir a sor Dorotea, filla de l'emperador Rodolf.
D'altra banda, va tenir molt de poder a l'Ajuntament de la vila de Madrid com a regidor degà i perpetu, de fet el 1646 n'era el membre més antic; va ser-ne també capità de la milícia. Altrament, va comprar i unir al seu majorat la vila de Pozuelo de Alarcón, abans de Aravaca, que es trobava dintre de la jurisdicció de la capital espanyola. El seu pare l'havia adquirit el 1632 mitjançant hipoteca per unir-lo al majorat de Gabriel, creat el 1631.
Es va casar dues vegades, del primer matrimoni no va tenir fills; la segona vegada va casar-se amb Mariana de Garnica y Haro, filla del senyor de Valdetorres. Els seus fills van ser: el seu successor Gaspar José, cavaller comanador de Hornos de l'Orde d'Alcàntara i també regidor de Madrid; També va tenir un altre fill, Antonio de Alarcón y Ocaña, amb Margarita de Aibar.
Va testar l'11 de febrer de 1649 davant de Francisco Suárez.